# Søndre Smørsjøholmen
Søndre Smørsjøholmen est une île norvégienne du comté de Hordaland appartenant administrativement à Hauglandshella.

## Description
Rocheuse et couverte d'une légère végétation, elle s'étend sur environ 377 m de longueur pour une largeur approximative de 204 m. Elle comporte quelques habitations et six pontons. Une route y est en partie aménagée. 